# Eutelia pseudopolychorda
Eutelia pseudopolychorda là một loài bướm đêm trong họ Noctuidae.